# El Segundo Diluvio
El Segundo Diluvio es una novela de ciencia ficción escrita por Garrett P. Serviss, publicada inicialmente por entregas en el The Cavalier en 1911 y más tarde en forma de libro en 1912. Reeditada numerosas veces. 

## Argumento
Cosmo Versál, un genial y excéntrico astrónomo, predice que la Tierra atravesará una nebulosa que causará un diluvio que elevará el nivel de los mares miles de metros, acabando con la vida en el planeta. Recomienda a quienes quieran escucharle, que son pocos, la construcción y el aprovisionamiento de arcas, no muy diferentes a las del Noé bíblico. Junto a la lluvia, llegarán el pánico y la devastación, pero también las sorpresas. 
Edison diseñará desintegradores y naves espaciales, reclutará un ejército de sabios y aventureros y cruzará el espacio interplanetario hasta Marte. Allí se encontrará con una sorpresa tras otra ¿Será capaz de cumplir su objetivo?

## Capítulos
- PRÓLOGO DEL AUTOR
- CAPÍTULO I. COSMO VERSÁL
- CAPÍTULO II. BURLÁNDOSE DEL DESTINO
- CAPÍTULO III. LAS PRIMERAS GOTAS DEL DILUVIO
- CAPÍTULO IV. EL MUNDO ATERRORIZADO
- CAPÍTULO V. LA TERCERA SEÑAL
- CAPÍTULO VI. LA FLOR Y LA NATA DE LA HUMANIDAD
- CAPÍTULO VII. LAS AGUAS COMIENZAN A SUBIR
- CAPÍTULO VIII. EL ASALTO AL ARCA
- CAPÍTULO IX. LA COMPAÑÍA DE LOS INDULTADOS
- CAPÍTULO X. EL ÚLTIMO DÍA DE NUEVA YORK
- CAPÍTULO XI. «MIL MILLONES POR UNA PLAZA»
- CAPÍTULO XII. LA INMERSIÓN DEL VIEJO MUNDO
- CAPÍTULO XIII. EXTRAÑOS FENÓMENOS DE LA NEBULOSA
- CAPÍTULO XIV. EL PRESIDENTE ESCAPA
- CAPÍTULO XV. EL ARTEFACTO DEL PROFESOR PLUDDER
- CAPÍTULO XVI. MOTÍN EN EL ARCA
- CAPÍTULO XVII. EL JULES VERNE
- CAPÍTULO XVIII. NAVEGANDO POR LA EUROPA SUMERGIDA
- CAPÍTULO XIX. EL PARÍS SUMERGIDO
- CAPÍTULO XX. AVENTURAS EN COLORADO
- CAPÍTULO XXI. «PADRE DEL TERROR»
- CAPÍTULO XXII. EL TERRIBLE NÚCLEO
- CAPÍTULO XXIII. LA CIMA DEL MUNDO
- CAPÍTULO XXIV. EL NUEVO PROYECTO DEL FRANCÉS
- CAPÍTULO XXV. NUEVA YORK EN SU TUMBA BAJO EL OCÉANO
- CAPÍTULO XXVI. NUEVA AMÉRICA
- POST SCRÍPTUM